# Пукиш (Челић)
Пукиш је насељено мјесто у општини Челић, Босна и Херцеговина.

## Историја
До рата је ово насеље било у саставу општине Лопаре.

## Становништво
|         | 2013.      | 1991.        | 1981.        | 1971.        |
| Укупно  | 0 (0,000%) | 249 (100,0%) | 280 (100,0%) | 250 (100,0%) |
| Срби    | –          | 245 (98,39%) | 280 (100,0%) | 248 (99,20%) |
| Остали  | –          | 4 (1,606%)   | –            | –            |
| Бошњаци | –          | –            | –            | 2 (0,800%)1  |

1. 1 На пописима од 1971. до 1991. Бошњаци су пописивани углавном као Муслимани.